# Daqing Zhu
Daqing Zhu (...) è una sciatrice alpina e atleta cinese paralimpica, vincitrice per la Cina di cinque medaglie nello sci alpino e atletica leggera, di cui tre d'argento e due di bronzo alle Paralimpiadi estive del 2012 a Londra e quelle invernali del 2022 a Pechino.

## Biografia
Zhu soffre di ambliopia congenita. Ha iniziato a gareggiare a livello agonistico nel 2003 e ha iniziato a praticare lo sci alpino paralimpico nel 2019. Sta effettuando studi linguistici alla Hebei Normal University for Nationalities di Chengde.

## Carriera

### Atletica leggera
Zhu ha rappresentato la Repubblica popolare Cinese nell'atletica paralimpica ai Campionati mondiali di atletica leggera del 2011 a Christchurch, nella Nuova Zelanda, dove è arrivata al 4º posto nella finale dei 400 m T12 e al 2º posto con la nazionale cinese nella staffetta 4x100 m T11-13.
Ha inoltre partecipato alle Paralimpiadi estive del 2012 a Londra, posizionandosi terza nella gara dei 200 m T12 con un tempo di 0:24.88, dietro all'atleta francese Assia El Hannouni in 0:24.46 e alla connazionale Guohua Zhou in 0:24.66.

### Sci alpino
Con una classificazione B2, Zhu ha rappresentato la Cina sia nello sci alpino paralimpico (gareggiando all'Asia Cup 2021 a Yanqing, in Cina) sia nello sci di fondo paralimpico (partecipando ai Campionati mondiali del 2017 a Finsterau, in Germania).
Alle Paralimpiadi invernali che si sono svolte a Pechino nel 2022, insieme alla sua guida vedente Hanhan Yan, Zhu ha vinto quattro medaglie: tre argenti (discesa libera con un tempo di 1:21.75, supercombinata in 2:04.25 e slalom gigante in 1:59.85) e un bronzo nel supergigante in 1:19.30.

## Palmarès

### Campionati mondiali
Atletica leggera
- 1 medaglia:
  - 1 argento (staffetta 4x100 m T11-13 ai Christchurch 2011)

### Paralimpiadi
Atletica leggera
- 1 medaglia:
  - 1 bronzo (200 m T12 a Londra 2012)

Sci alpino
- 4 medaglie:
  - 3 argenti (discesa libera, supercombinata e slalom gigante a Pechino 2022)
  - 1 bronzo (supergigante a Pechino 2022)